# ヘイニエル・ジェズス・カルヴァーリョ
ヘイニエル（Reinier）ことヘイニエル・ジェズス・カルヴァーリョ（ポルトガル語: Reinier Jesus Carvalho、2002年1月19日 - ）は、ブラジル・ブラジリア出身のサッカー選手。アトレチコ・ミネイロ所属。ポジションはミッドフィールダー。
メディアによっては、レイニエルとも表記される。 

## クラブ経歴

### CRフラメンゴ
2002年にブラジルの首都ブラジリアで生まれた。父親のマウロ（ポルトガル語: Mauro Brasília）は元フットサル選手で、フットサルブラジル代表として1985年のFIFUSA世界選手権の優勝メンバーの一人である。その後、ボタフォゴFR、フルミネンセFCの下部組織を経て、2014年にCRフラメンゴの下部組織に入団した。2019年7月31日のコパ・リベルタドーレス2019のCSエメレク戦でトップチーム初出場。8月4日にカンピオナート・ブラジレイロ・セリエA初出場。

### レアル・マドリード
18歳を迎えた2020年1月19日、レアル・マドリードに移籍することが発表された。契約期間は2026年6月までで、報道によれば移籍金は3000万ユーロ。U-23南米プレオリンピック終了後にBチームのレアル・マドリード・カスティージャに加入予定で、2月18日に入団会見が行われ、背番号は19番となった。

### ドルトムント
2020年8月19日、ブンデスリーガのボルシア・ドルトムントへの期限付き移籍が発表された。契約期間は2年間。育成に定評のあるドルトムントで更なる成長が期待されたが、分厚い選手層に阻まれ、2年間で39試合に出場したが、その大半が途中出場で1ゴール1アシストと期待したほどの経験を積むことは出来なかった。2021-2022シーズン終了後にレアル・マドリードに復帰。

### ジローナFC
2022年夏、当初はSLベンフィカ移籍が有力視されたが、条件面で合意せず、8月19日、昇格したばかりのジローナFCへのローンが発表された。契約期間は1年間。開幕から先発を続けて4節で初ゴールも記録したが、筋肉系の怪我で欠場を余儀なくされた。

### フロジノーネ
2023年9月1日、フロジノーネ・カルチョへのローンが発表された。2023-2024シーズン終了後にレアル・マドリードに復帰。

### グラナダCF
復帰したものの、レアル・マドリードでは戦力外となっているため、2024年8月30日、セグンダ・ディビシオンのグラナダCFへのローンが発表された。契約期間は1年間。

### アトレチコ・ミネイロ
2025年8月8日、アトレチコ・ミネイロへの完全移籍が発表された。契約期間は2029年12月までで背番号は18に決定した。

## 代表経歴
2017年にU-15代表として南米U-15選手権に出場。U-15エクアドル代表、U-15ベネズエラ代表戦にスターティングメンバーとして出場し、両試合で得点を記録した。
2018年3月7日にモンテギュー国際大会に挑むU-17代表に選出された。2019年の南米U-17選手権では主将としてグループステージ4試合全てにスターティングメンバーとして出場、3得点を記録したもののグループステージで敗退した。

## プレースタイル・評価
フラメンゴ時代は、185cmの長身と高い得点力を併せ持ったプレースタイルから”NEXTカカ”と呼ばれ、ポルトガル出身のフラメンゴのジョルジェ・ジェズス監督には、ジョアン・フェリックスとも比較されていた。